# 인포름비로 시대

유고슬라비아는 6개 공화국으로 이루어진 연방이었다. 세르비아에는 2개의 주가 있었다.

인포름비로 시대는 1948년 중반 티토-스탈린 결렬 이후 유고슬라비아 역사의 한 시대로, 1955년 베오그라드 선언이 체결되면서 소련과 부분적으로 화해할 때까지 지속되었다. 제2차 세계 대전 이후 유고슬라비아의 새로운 지도부는 요시프 브로즈 티토를 중심으로 동구권과는 일치하지 않는 외교 정책을 추구하였다. 결국 이는 여론의 갈등으로 이어졌지만, 유고슬라비아 지도부는 상당한 외부 및 내부 압력에도 불구하고 소련의 요구에 굴복하지 않기로 결정하였다. 이 기간 동안 유고슬라비아에서는 정치적 반대 세력이 탄압을 받았으며, 수천 명이 투옥, 추방되거나 강제 노역에 동원되었다. 1948년부터 1953년까지 유고슬라비아 시민 100명이 중상을 입거나 사망했으며, 일부 자료에 따르면 골리오토크 수용소가 존재하는 동안 400명이 사망했다고 한다. 이러한 숙청에는 유고슬라비아의 보안 기관과 군의 상당수가 포함되었다.
소련 및 소련 동맹국과의 무역 의존도로 인해 동구권과의 단절은 유고슬라비아에게 상당한 경제적 어려움으로 다가왔다. 국내의 경제적 압박으로 인해 사회주의 자주 관리가 도입되었고 헌법 개정을 통해 국가의 분권화가 촉진하는 개혁이 이루어졌다.
미국은 냉전 동안 동구권과 유고슬라비아 간의 갈등을 동구권을 더욱 분열시킬 기회로 여겼고, 그 결과 유고슬라비아에 경제적, 군사적 원조, 차관, 외교적 지원을 제공하였다. 새로운 외교 정책 상황으로 인해 티토는 그리스 내전에서 공산군에 대한 유고슬라비아의 지원을 중단하였고, 그리스 및 튀르키예와의 협력 및 방위 협정인 발칸 조약을 체결하였다.
이 시대는 유고슬라비아의 현대 미술과 대중 문화에 큰 영향을 미쳤으며, 예술가들은 유고슬라비아 파르티잔의 전시 투쟁과 새로운 인프라 건설에서 영감을 얻도록 장려되었다. 수십 년 후, 많은 문학 작품과 영화에서 이 시대의 사건을 다루었다.
"인포름비로 시대"라는 용어는 공산주의 정부 간의 갈등을 줄이기 위해 스탈린이 창설한 공산주의 정보국에서 유래되었다.

## 배경
제2차 세계 대전 동안 이오시프 스탈린과 요시프 브로즈 티토 간의 관계는 자주 긴장되었다. 소련과 추축국이 유고슬라비아를 점령한 뒤 설립된 저항 운동인 유고슬라비아 파르티잔이 추축국을 격파하고 공산주의 사상을 전파하는 것 외에 다른 이익을 추구했기 때문이었다. 그럼에도 불구하고 소련 고문단은 1944년 가을 유고슬라비아에 도착하여 경제적, 군사적 지원, 특히 무기와 방위 산업 지원을 약속하였다. 1947년 2월까지는 지원이 거의 도착하지 않았다. 1947년 9월, 소련이 공산당 노동자당 정보국 (코민포름으로도 알려짐)을 결성했을 때, 유고슬라비아는 유고슬라비아의 수도 베오그라드에 본부를 두고 요원들이 유고슬라비아에 접근할 수 있는 범위를 확대할 것을 주장하였다.
전쟁이 끝난 후, 스탈린과 티토, 더 나아가 소련과 유고슬라비아는 외교 관계, 경제 정책, 심지어는 공산주의 사회 발전을 위한 이념적 접근 방식 측면에서 점점 더 상이한 목표와 우선순위를 가지게 되었다. 이러한 상충되는 목표에도 불구하고 스탈린은 알바니아를 마치 유고슬라비아의 위성국으로 취급하는 유고슬라비아의 정책을 지지하였다. 1947년 8월 불가리아와 유고슬라비아가 블레드에서 우호 및 상호 원조 조약을 체결하면서 소련-유고슬라비아 관계는 크게 악화되었다. 두 나라 간의 더 큰 통합을 요구하는 이 협정은 소련과의 협의 없이 진행되었고, 뱌체슬라프 몰로토프 소련 외무장관은 이를 비난하였다. 갈등은 1948년까지 점차 확대되어 결국 티토-스탈린 결렬로 이어졌다. 이 결렬로 유고슬라비아는 코민포름을 통해 동구권 다른 국가의 지원을 받은 소련과 맞섰게 되었다. 당시 소련은 유고슬라비아의 친서방 이웃 국가인 영국과 미국 모두와 갈등 상태이거나 적어도 긴장된 관계를 유지하고 있었다.
제2차 세계 대전 말기, 티토는 트리에스테와 카린티아의 일부를 군사적으로 정복했으며, 체코슬로바키아로 통하는 통로를 원하며 오스트리아, 특히 카린티아와 부르겐란트에 대한 영토 주장을 펼쳤고 트리에스테를 포함한 베네치아줄리아 지역에서 이탈리아를 상대로도 영토 주장을 펼쳤다. 트리에스테와 인근 지역은 유고슬라비아와 서방 연합국의 분할 군사 행정 하에 트리에스테 자유 지구로 조직되었고, 도시 자체는 서방 연합국이 통제하였다. 티토-스탈린 결렬 이후, 소련은 트리에스테 분쟁을 해결하기 위해 유고슬라비아에 대한 지지를 철회하고 오스트리아를 지지하는 쪽으로 돌아섰다. 1947년부터 유고슬라비아는 그리스 내전에서 그리스 민주군 (Δημοκρατικός Στρατός Ελλάδας, DSE)에 대한 지원을 늘렸다. 스탈린이 유고슬라비아 지도부로부터 지원 중단을 약속받은 후에도 티토는 그리스 공산당의 니코스 자카리아디스에게 그리스 민주군이 추가적인 지원을 기대할 수 있다고 알렸다.

## 코민포름주의자 숙청

### 내부의 적 박해

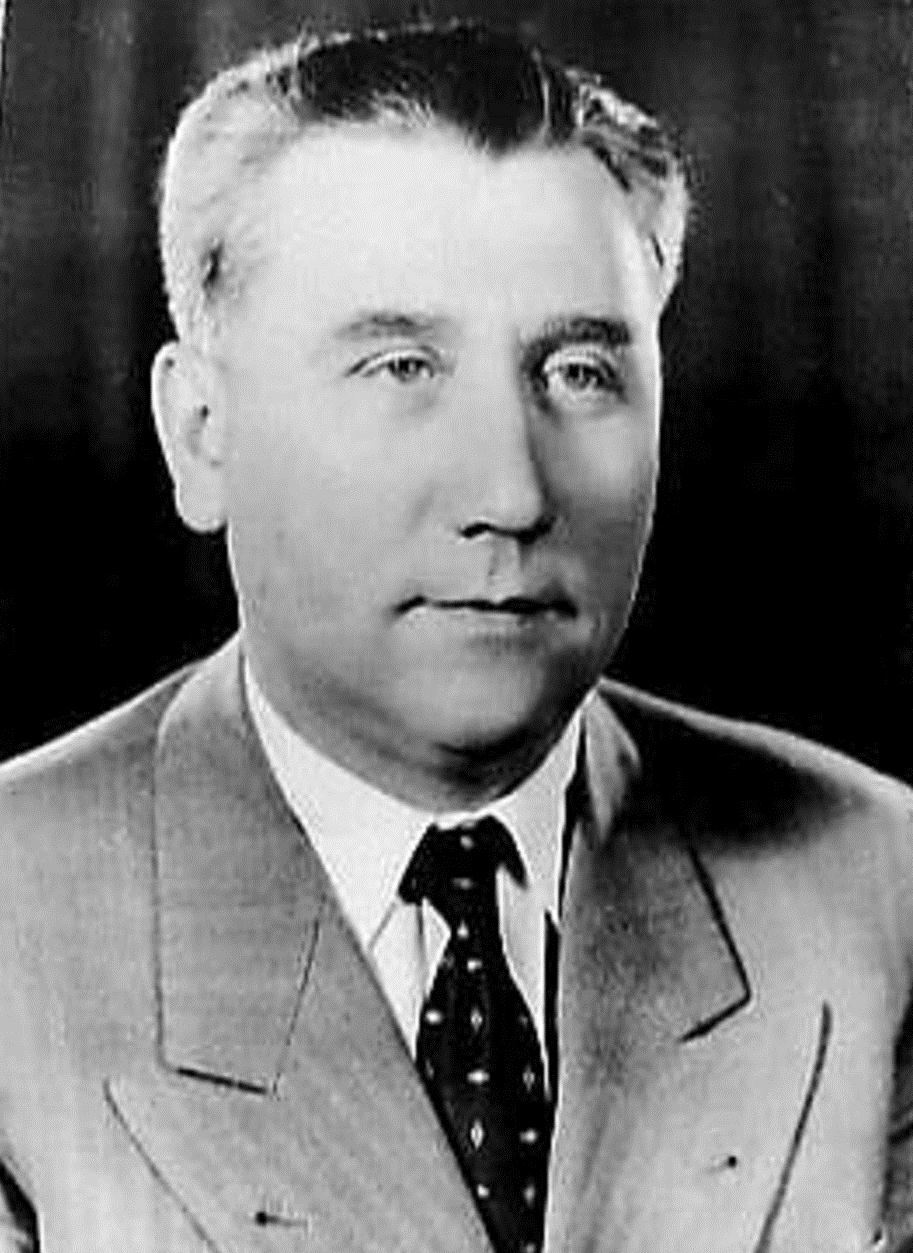
알렉산다르 란코비치는 유고슬라비아 국가보안국에 반코민포름 특별 직원을 임명하였다.

티토-스탈린 결렬 직후, 집권 유고슬라비아 공산당 (Komunistička partija Jugoslavije, KPJ) 지도부는 개인적 충성심에 대한 불확실성에 직면하였다. 알렉산다르 란코비치 내무장관은 누구를 신뢰해야 할지 알 수 없으며, 가장 가까운 동지가 이제는 적이 될 수도 있다고 지적하였다. 1948년 초 티토와 스탈린은 서로 편지를 주고받으며 공개적인 결렬을 빚었지만, 티토는 스레텐 주요비치 중앙위원회 위원와 안드리야 헤브랑그 전 산업장관에 대한 조치를 촉구하였다. 주요비치는 중앙위원회에서 스탈린에 대한 직접적인 비난과 그의 정보 출처에 대해 논의할 때 스탈린을 공개적으로 지지한 유일한 사람이었다. 티토는 헤브랑그가 소련의 불신을 초래한 주요 원인이라고 주장하며 란코비치에게 그를 기소하라고 지시하였다. 란코비치는 1942년 헤브랑이 포로 생활 중 우스타샤의 스파이가 되었고, 이후 소련이 그 정보를 이용해 그를 협박했다고 혐의를 조작하였다. 주요비치와 헤브랑그는 모두 일주일 만에 체포되었다. 주요비치와 헤브랑그 외에도 수많은 박해 희생자들이 있었다. 스탈린의 실제 지지자 또는 지지자로 낙인찍힌 사람들은 "코민포름주의자" 또는 코민포름의 공식 이름의 첫 두문자어를 따른 경멸적인 약어를 붙여 "이베오브치 (ibeovci)"로 불렸다. 수천 명이 투옥, 살해되거나 추방당했다.
국가의 상황에 대응하기 위해, 란코비치는 국가보안국 (Uprava državne bezbednosti, UDB)에 반코민포름 특별 직원을 임명하였다. 이 직원들은 국가보안국 부국장이자 명목상 수장인 스베티슬라브 스테파노비치 체차, 벨리코 미추노비치, 요보 카피치치, 보이슬라브 빌라노비치, 밀레 밀라토비치, 그리고 방첩국 (Kontraobaveštajna služba, KOS) 수장인 제프토 샤시치로 구성되었다.
1948년에서 1951년까지만 55,663명의 유고슬라비아 공산당 당원이 코민포름주의자로 등록되었는데, 이는 1948년 당원의 19.52%에 해당한다. 그러나 같은 기간 동안 50만 명이 넘는 신규 당원이 합류하여 당원 수가 증가하였다. 유고슬라비아 공산당 당원 중 코민포름주의자의 수와 비율은 연방 구성 공화국과 주, 그리고 민족에 따라 크게 달랐다. 회원의 절반 이상이 세르비아에 등록되어 있었고, 전체 인구 대비 가장 높은 비율은 몬테네그로에서 나타났다.
세르비아와 몬테네그로에서 코민포름주의자의 수가 매우 많은 것은 친러 성향의 주민에 의한 것이라고 추정된다. 이러한 감정의 기원은 러시아-튀르크 전쟁 (1806년~1812년)과 동시에 일어난 세르비아 혁명 (1804년~1815년) 동안 러시아 제국의 지원과 관련이 있으며, 이후 1830년 세르비아 공국이 외교적 인정을 받은 것에서 비롯되었다. 18세기 중반 러시아 제국이 오스만 제국으로부터 몬테네그로 공국을 보호하기 위해 행동을 취한 것으로 인식된 이래 몬테네그로에서는 이런 감정이 더욱 강화되었다. 더 나아가, 이러한 감정은 소련에게도 남게 되었다.
체포된 사람들의 정확한 수는 여전히 불확실하지만, 1983년 라도반 라도니치는 16,288명이 체포되어 유죄 판결을 받았으며 그 중 2,616명은 유고슬라비아 공산당 지도부의 다양한 계층에 속했다고 발표하였다. 란코비치에 따르면 51,000명이 사망, 투옥되거나 강제 노역에 동원되었다. 이들 대부분은 재판 없이 형을 선고받았다. 수감자들은 실제 감옥은 물론, 스타라그라디슈카의 수용소, 개조된 야세노바츠의 우스타샤 강제 수용소 등 수많은 장소에 수감되었다. 1949년 아드리아해의 무인도인 골리오토크섬과 스베티그르구르섬에 코민포름주의자를 위한 특수 목적의 수용소가 건설되었다.

### 군부와 보안 기관 숙청

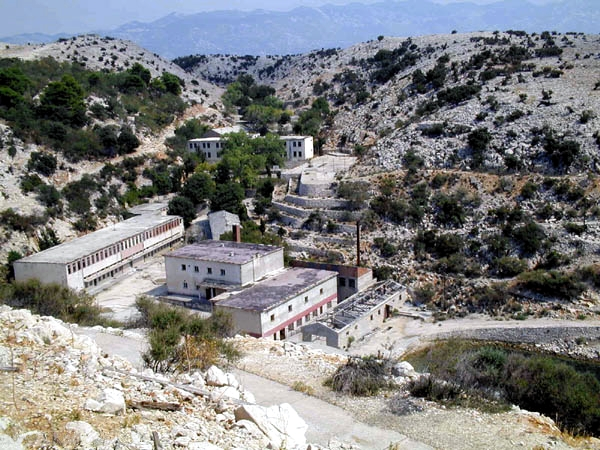
골리오토크 수용소는 소련과의 결렬 이후 스탈린을 지지한 혐의로 유죄 판결을 받은 사람들을 수용하기 위해 지어졌다.

비밀 경찰 역시 숙청의 표적이 된 조직 중 하나였다. 유고슬라비아 소식통에 따르면 국가보안국 군인 및 장교 1,722명이 유죄 판결을 받았다고 한다. 사라예보 제2지구의 모든 국가보안국 요원이 코민포름을 지지한다고 선언한 이후, 사라예보에서 국가보안국에 대한 광범위한 숙청이 이루어졌다. 이들의 조치에 대해 모스타르와 바냐루카의 국가보안국 책임자들도 동의하였다. 연방 기관이나 세르비아, 보스니아 헤르체고비나, 몬테네그로에서 중령 이상 계급을 지닌 국가보안국 장교 17명 이상이 체포되었고, 여러 국가보안국 장교가 루마니아로 도피하였다.
유고슬라비아 인민군 내 소련에 대한 지지도가 어느 정도인지는 알아내기 어렵다. 낮은 추정치에 따르면 군 인원의 10~15% 가량이 소련의 입장을 지지한 것으로 나타났다. 유고슬라비아 소식통에 따르면 체포된 군인의 수는 라도니치가 추산한 4,153명의 장교 및 군인에서 밀로 밀로반 디라스가 추산한 장교 7,000명에 이르기까지 다양하다. 이 숙청에는 티토에게 직접 보고하는 대통령 경호 연대의 장교 22명이 포함되었는데, 여기에는 유고슬라비아 파르티잔 최고사령부 호위 대대의 전시 사령관이었던 몸칠로 주리치도 포함되었다.
보로실로프, 프룬제 및 기타 소련 군사 아카데미를 졸업한 유고슬라비아군 졸업생 49명은 소련의 잠재적 지지자로 간주되었다. 티토-스탈린 결렬 당시 소련의 아카데미에 참석했던 사람들 중 다수는 유고슬라비아로 돌아오지 않았다.
이러한 결렬은 특히 공군에 영향을 미쳤다. 공군 장교 대부분은 소련에서 훈련을 받았고, 그들 중 일부는 공군기를 타고 해외로 탈출하였다. 망명자 중에는 공군 작전 서비스 사령관인 페로 포피보다 소장도 포함되어 있었다. 베오그라드 인근의 바타이니차, 제문, 판체보 공군 기지는 사보타주 집단의 공격을 여러 차례 받았고 제문 공군 기지 사령관과 그의 부관은 루마니아로 도피하였다.

## 반대와 저항

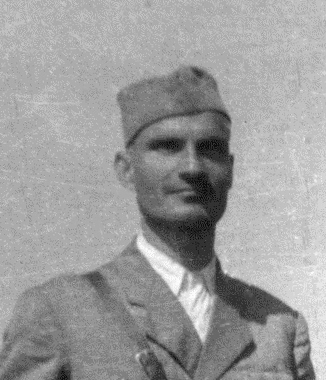
아르소 요바노비치는 쿠데타를 주도하였고, 실패한 이후 루마니아로 도피하던 중 살해당했다.

### 쿠데타 시도
결렬 직후 소련의 지원을 받은 군사 쿠데타 시도는 적어도 한 번 이상이었다. 티토의 전시 최고사령부 사령관이었고 이후 유고슬라비아군 참모총장이 된 아르소 요바노비치 상급대장이 쿠데타 사령관을 맡았으며, 브란코 페트리체비치 카쟈 소장과 블라디미르 답체비치 대령의 지원을 받았다. 국경 경비대는 루마니아로 도피하려던 요바노비치를 브르샤츠 인근에서 사살하였고, 페트리체비치는 베오그라드에서 체포되었으며, 답체비치는 헝가리 국경을 넘으려던 순간 체포되었다.

### 망명자와 잠입자
티토는 결렬 당시 나라를 떠난 유고슬라비아 국적의 망명자 집단의 반대에 직면하였다. 유고슬라비아 소식통에 따르면, 이 집단은 훈련을 위해 소련과 동구권의 다른 지역으로 파견된 군사 및 민간 전문가 475명을 포함해 총 4,928명으로 구성되었으며, 탈주자는 비교적 적었다. 처음에는 루마니아 주재 유고슬라비아 대사 라도냐 골루보비치가 그들을 이끌었다. 골루보비치 외에도 헝가리, 스웨덴, 노르웨이 및 미국에 파견된 외교관들이 포함되었다. 1949년 후반까지 포피보다는 망명한 반대파의 확실한 지도자로 자리 잡았고, 이 집단은 자신을 티토-란코비치 파벌과 제국주의 노예 제도의 멍에로부터 유고슬라비아 인민해방을 위한 유고슬라비아 애국자 연맹이라고 명명하였다.
소련 당국은 다양한 방식으로 망명자를 조직하였다. 그들은 반티토주의 노력을 옹호하는 여러 신문의 창간을 지지했는데, 가장 영향력 있는 신문은 자 소치얄리스티치쿠 유고슬라비유 (Za socijalističku Jugoslaviju; 사회주의 유고슬라비아를 위하여)와 노바 보르바 (Nova borba; 새로운 투쟁)였다. 자유 유고슬라비아 라디오는 부쿠레슈티에서 매일 선전 방송을 방영하였다. 향후 정부 장악을 위해 다양한 비군사 전문가들이 훈련을 받았고, 군인들은 유고슬라비아 국경 근처의 헝가리, 루마니아, 불가리아에 배치된 4개의 국제 여단으로 조직되었으며, 우랄산맥에는 공군 부대가 설립되었다. 국제 여단에는 여러 동구권 국가에서 자원봉사자로 모집된 수천 명의 인원이 포함되어 있었다.
소련 동맹국은 유고슬라비아와의 국경을 봉쇄했으며, 이 지역에서는 7,877건의 국경 사건이 발생하였다. 1953년까지 소련 또는 소련이 지원한 침략으로 유고슬라비아 보안 요원 27명이 사망하였다. 700명 이상의 요원이 국경을 넘어 유고슬라비아로 진입한 것으로 추정되며, 이 중 160명이 포로로 잡혔고 40명이 전투에서 사망하였다.

### 반란
유고슬라비아 보안 기관 역시 여러 지역, 특히 몬테네그로에서 무장 반란에 직면하였다. 그 결과, 1948년 여름과 가을에 걸쳐 국가보안국 사단 전체가 몬테네그로에 배치되어 비옐로폴레 마을에서 일어난 일리야 불라토비치 전 유고슬라비아 공산당 조직 비서가 이끄는 반란을 진압하였다.  그곳의 유고슬라비아 공산당 조직 외에도 콜라신, 베라네, 체티네, 닉시치, 바르, 다닐로브그라드의 대규모 조직이 코민포름주의자를 지지하는 목소리를 내었다. 콤넨 체로비치가 이끄는 특수임무부대가 반군을 탄압하기 위해 몬테네그로 정부에 추가되었다. 그들은 반란을 진압했지만 일시적일 뿐이었다. 1949년, 세로비치의 군대는 산자크의 몬테네그로 지역에 있는 반군 거점을 점령하였다. 제타강 계곡과 공화국의 수도 티토그라드와 닉시치 사이 지역에서 추가 봉기가 일어났다. 결국 반란은 실패하였다.
1950년, 크로아티아의 코르둔, 리카, 바노비나 지역과 보스니아 헤르체고비나 연방군 국경 바로 건너편에서 세르비아계 파르티잔 참전 용사와 전직 군 장교들이 주도한 두 차례의 반란이 일어났다. 반란은 차진시를 중심으로 일어났다. 차진 지역에서의 반군 대부분은 실제로 무슬림 농민들이었다. 두 반란의 동기는 반란 지도자들의 전시 노력에 대한 실제적 또는 인식된 불충분한 감사, 다양한 세금 폐지 약속, 페타르 2세 국왕의 복위 등을 포함하여 다양하게 나타났다. 유고슬라비아 당국은 반군을 진압하기 위해 오스트리아에서 온 8명의 전직 체트니크를 포함한 10명의 잠입자를 체포하였다. 반란은 신속하게 진압되었고, 유고슬라비아 당국은 이를 코민포름주의로 규정하였다. 또한, 슬로베니아에서도 마찬가지로 실패한 소규모 반란이 동시에 일어났다.

### 인포름비로 시대 알바니아의 저항
1948년부터 1954년까지의 인포름비로 시대 동안 알바니아와 유고슬라비아는 영토 분쟁과 두 지도자 요시프 브로즈 티토와 엔베르 호자 간의 이념적 차이로 인해 일련의 무력 충돌에 휘말렸다. 이 시대에는 알바니아-유고슬라비아 국경을 따라 긴장이 고조되었고, 이로 인해 이 지역은 냉전 중 동구권 내 갈등의 중심지가 되었다. 또한 엔베르 호자는 알바니아 전역에서 모든 유고슬라비아 정치인과 군인을 추방하라고 명령하였다.

## 유고슬라비아의 정책에 미친 영향

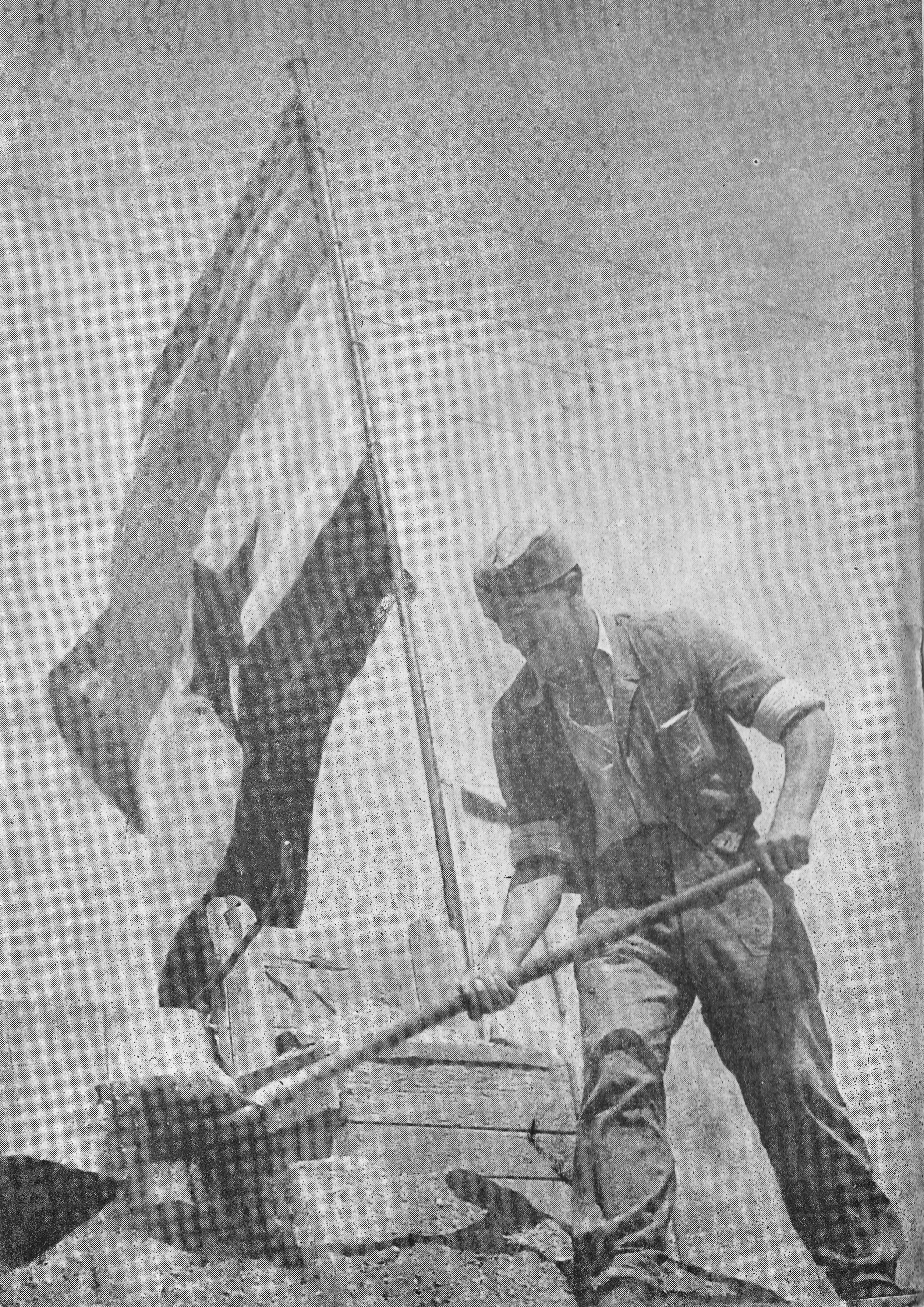
유고슬라비아에서는 이 사진이 촬영된 곳인 노비베오그라드 건설 등 대규모의 노동 집약적 인프라 공사가 진행되었다.

### 1948년 중반까지의 경제 발전
1948년 이전 유고슬라비아 경제는 가공품과 기계를 소련에 교환하는 국가 통제의 농산물 및 원자재 무역에 의존하였다. 전반적인 기계 부족과 특히 숙련된 전문가를 포함한 지역 노동력 부족으로 경제는 혼란에 빠졌다. 스탈린과의 갈등이 진행됨에 따라 유고슬라비아는 자립하며 군사력을 개발하기로 결정하였고, 이로 인해 기반 시설과 인력에 대한 예산 지출이 늘어났으며, 연구 개발 기관이 설립되었다. 기계의 부족을 상쇄하기 위해 공장에는 3교대 근무가 도입되었다.  당국은 투옥 위협 하에 다른 직업이 없는 사람들과 농업 노동을 적극적으로 하지 않는 농민들을 동원하여 수출을 위한 석탄 및 광석을 채굴하는 광산이나 건설 현장에서 일하도록 하였다. 군대를 위해 식량과 연료가 비축되었고, 이는 시장에서의 부족으로 이어졌다.

### 원조 요청을 위한 미국과의 접촉
1948년 6월까지 유고슬라비아는 미국과 협정을 맺어 유고슬라비아 당국이 미국에 보관된 금 매장량을 사용할 수 있게 되었다. 동시에 유고슬라비아는 서방과 무역을 하고자 한다고 발표하였다. 유고슬라비아는 1948년 여름에 처음으로 미국에 지원을 요청하였다. 12월에 티토는 무역 증대에 대한 대가로 전략 원자재를 서방으로 수출하겠다고 발표하였다.
1949년 2월, 미국은 티토에게 경제 지원을 제공하기로 결정했으며, 그 대가로 유고슬라비아 내부 상황이 티토의 지위를 위협하지 않을 경우 그리스 민주군에 대한 지원을 중단할 것을 요구하였다. 결국 딘 애치슨 미국 국무장관은 티토가 스탈린에 맞서 승리하려면 유고슬라비아의 5개년 계획이 성공해야 하며, 티토의 정권의 성격과 관계없이 티토가 미국에 이익에 부합한다는 입장을 취하였다. 1949년 10월 유고슬라비아는 소련의 반대에도 불구하고, 미국의 지원을 받아 유엔 안전 보장 이사회 의석을 차지하기 위한 입찰에서 승리하였다.

### 소련과의 균열 이후 경제

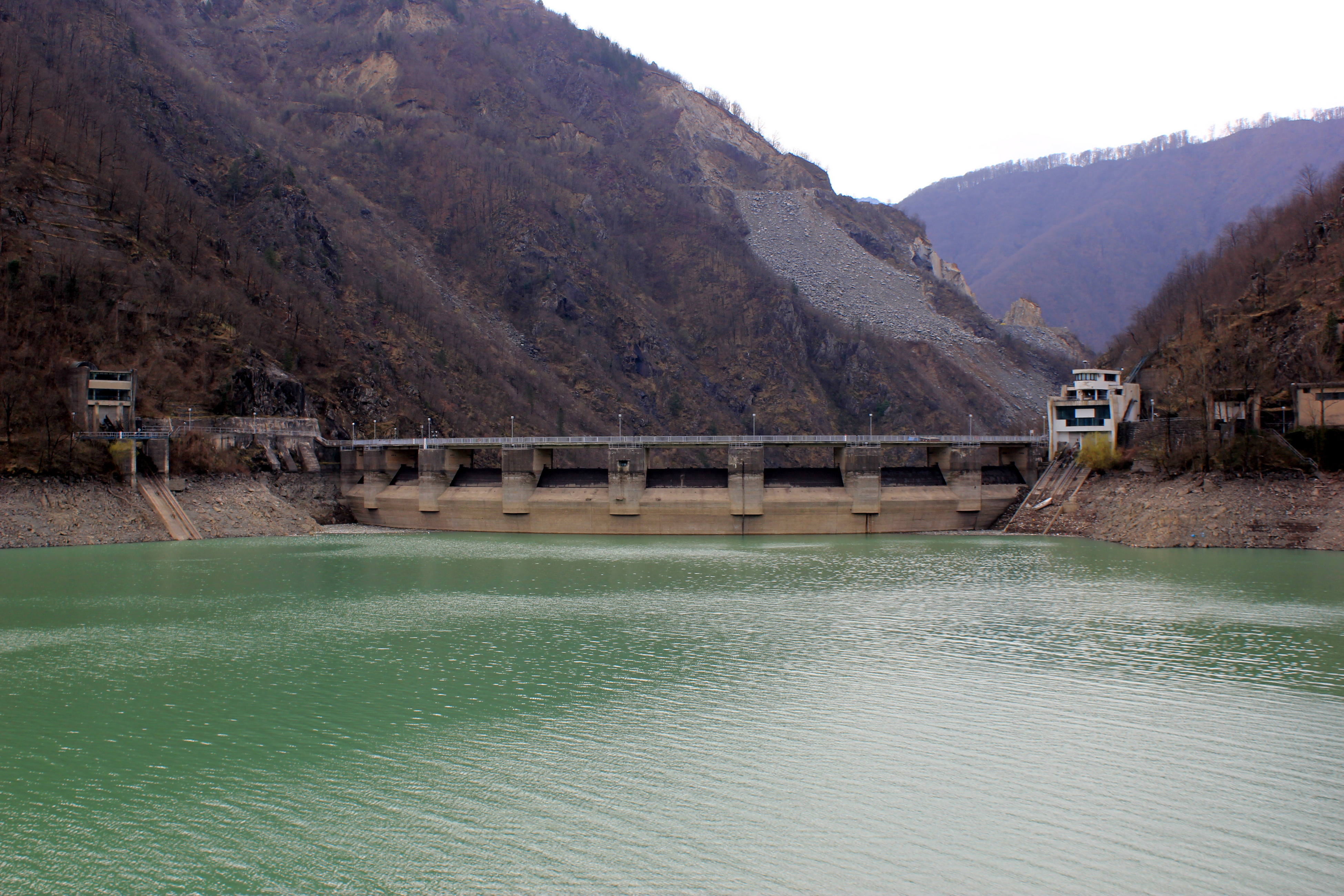
야블라니차 댐 건설은 티토-스탈린 결렬 이후 유고슬라비아의 주요 인프라 사업 중 하나였다.

소련 주도의 유고슬라비아에 대한 동구권의 무역 봉쇄는 점진적으로 시행되었으며 1949년까지 완료되지 않았다. 처음에는 알바니아, 헝가리, 루마니아으로부터의 석유 공급이 중단되었지만, 트리에스테 자유 지구의 연합국 당국으로부터의 석유 구매로 이를 상쇄하였다. 미국과의 무역은 1948년 유고슬라비아가 다양한 광물과 광석을 대가로 강철 정제소, 15개의 석유 시추기, 타이어 생산 시설 설치에 필요한 산업용 혼합기, 5개의 이동식 수리 작업장 및 수천 개의 트랙터 타이어를 구매하면서 시작되었다. 연말까지는 여러 서유럽 국가와 무역 협정을 체결하였다.
미국 수출입 은행 (Ex-Im Bank)은 소련의 봉쇄 조치가 전면 발효된 1949년 8월 말에 첫 번째 대출을 승인하였다. 이는 지난 2월에 "티토를 계속 살리기로 한" 결정을 반영한 것이었다. 미국은 9월부터 전면적인 지원을 시작하였다. 곧 국제 통화 기금과 세계은행도 유고슬라비아가 전쟁 전 영국, 프랑스, 이탈리아, 벨기에에 대한 부채을 상환하는 데 사용해야 한다는 조건을 달고 대출을 승인하였다. 미국은 벨기에에 현금 대신 현물 지불을 받아들이도록 압력을 가하였다.
연말이 되자 곡물, 비료, 농기계의 재고가 매우 부족해졌다. 동시에 수출 수입은 36% 감소하여 배급 확대가 필요하게 되었다. 그 결과, 1950년 10월에 수출입 은행으로부터 2천만 달러의 대출을 받아 식량을 구매하였고, 미국은 11월에 거의 두 배에 달하는 식량을 원조로 보냈다. 12월 말, 해리 S. 트루먼 미국 대통령은 1950년 유고슬라비아 긴급 지원법에 서명하여 5천만 달러 상당의 식량을 지원하였다. 이 지원은 유고슬라비아가 1948년, 1949년 및 1950년의 흉작을 극복하는 데 도움을 주었지만, 1952년 이전에는 경제 성장이 거의 이루어지지 않았다.
1950년, 유고슬라비아 당국은 지속 불가능한 노동 관행을 퇴치하고 생산 목표를 유지하는 한편, 의무 고용 계약을 도입하고 노동 할당량을 줄이며, 노동자 평의회를 통해 상품, 가용 현금, 노동력의 균형을 맞추도록 공장에 요구함으로써 생산 효율성을 개선하고자 노력하였다. 이 시스템은 이후 "자주 관리"로 알려지게 되었다. 효율성 증대를 추진하기 위해 생산성이 낮은 것으로 간주되는 노동자 (여성, 노인, 실제로 아무것도 생산하지 않는 유지 보수 직원 포함)의 해고가 이루어졌고 그 결과 실업률이 급격히 증가하였다.

## 분권화와 헌법 개정

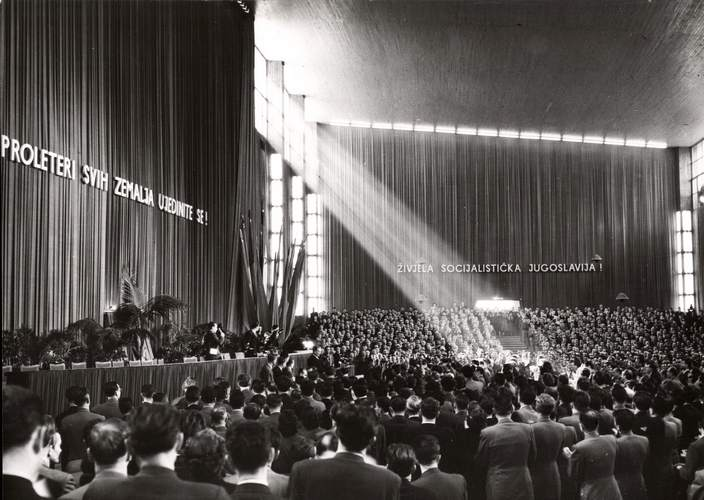
유고슬라비아 공산당은 1952년 자그레브에서 열린 제6차 대회에서 당명을 유고슬라비아 공산주의자동맹으로 변경하였다.

소련과 코민포름의 선전이 유고슬라비아 여러 지역의 경제 발전에서 자본주의의 회복과 저개발 연방주체에 대한 민족적 억압이라는 불평등을 지적했음에도 불구하고, 엄격한 중앙집권화와 분권화 간의 충돌은 정치적 원칙과 경제적 우선순위 간의 갈등으로 나타났다. 1949년 란코비치는 연방 공화국의 권한을 약화시키기 위해 중간급 행정 기관으로 오블라스트를 도입하자는 제안을 주도했으나, 슬로베니아의 반대로 유고슬라비아 공산당 중앙위원회에서 기각되었다. 1952년 에드바르드 카르델 부총리는 1950년~1951년 경제 개혁의 현실을 반영하여 헌법 개정안 초안을 작성했으며, 이로 인해 1년 이상 논쟁이 벌어졌다. 1953년 유고슬라비아 헌법 개정을 통해 사회적 소유의 경제 운영자 대표로 구성된 추가 대표부가 설립되어 예산을 포함한 모든 경제 문제에 대해 토론하고 투표하였다. 또한 각 구성 공화국의 경제력을 반영하여 엄격하게 적용할 경우 슬로베니아와 크로아티아에 과반수를 부여하는 동시에 의회 내 각 연방 단위의 동등한 대표성을 보장하여 균형을 맞추려고 하였다.
결국 유고슬라비아 공산당은 분권화를 수용하고 1952년 자그레브에서 열린 제6차 대회에서 지배적인 정신을 반영하기 위해 당명을 유고슬라비아 공산주의자동맹 (Savez komunista Jugoslavije, SKJ)으로 변경하였다. 1953년 1월 13일에 채택된 헌법 개정안은 공산주의 통치 하의 유고슬라비아의 사회적 발전을 반영한 다섯 차례의 헌법 개혁 중 두 번째 단계에 불과했지만, 1953년에 도입된 원칙은 1974년에 채택된 사회주의 유고슬라비아의 최종 헌법까지 그대로 유지되었다.

## 외교 관계와 국방 협력

### 소련의 위협과 군사 원조에 대한 인식
유고슬라비아는 처음에 군사적 지원 요청을 피했으며 이것이 소련의 침공을 위한 구실이 될 것이라고 생각하였다. 소련이 티토-스탈린 결렬에 대응하여 군사 개입을 계획했는지는 불분명하다. 1956년 미국으로 망명한 헝가리의 벨라 키랄리 소장은 그러한 계획이 있었다고 주장했지만, 2000년대에 수행된 연구 결과 그의 주장은 거짓임이 밝혀졌다. 소련의 계획과는 상관없이 유고슬라비아인은 침략 가능성이 있다고 믿었고 그에 따라 계획을 세웠다. 1948년 스탈린이 클레멘트 고트발트 체코슬로바키아 대통령에게 보낸 메시지를 보면 그의 목표는 유고슬라비아의 고립과 쇠퇴였던 것으로 보인다.
미국의 정책이 유고슬라비아에 대한 "전면적인 지원"으로 전환한 후, 1949년 11월 17일 미국 국가안전보장회의는 유고슬라비아가 침략에 대항해 방어할 수 있도록 돕겠다고 약속하였다. 1951년까지 유고슬라비아 당국은 소련의 공격이 불가피하다고 확신하였고, 유고슬라비아는 상호 방위 지원 프로그램 (MDAP)에 가입하였다. 유고슬라비아가 상호 방위 지원 프로그램에 가입하기 직전인 1951년 유고슬라비아 군대는 바냐루카 근처에서 미국 육군참모총장 J. 로턴 콜린스 장군을 포함한 미국 참관단을 초대하여 훈련을 실시하였다. 11월에 미국은 상호 방위 지원 프로그램에 따라 원조를 제공하였고, 영국과 프랑스가 유고슬라비아에 무기를 판매하도록 설득하는 데 성공하였다. 미국은 대량의 군사 장비를 제공했으며, 대부분의 장비는 육군에 제공되었다. 유고슬라비아 공군은 1951년 장비가 특히 부족했지만, 2년 만에 25대의 록히드 T-33A와 167대의 리퍼블릭 F-84 썬더제트를 받았다. 방위 협력의 관점에서 주오스트리아 미군은 헝가리에서 슬로베니아를 통해 오스트리아로 향하는 소련의 진격에 대비하여 미국-유고슬라비아 공동 방위 계획을 제안했지만, 이러한 계획은 결코 승인되지 않았다. 1950년대 중반까지 미국이 제공한 군사 원조는 5억 달러에 달하였다.

### 그리스와 튀르키예와의 동맹
1953년 2월, 유고슬라비아, 그리스, 튀르키예 외무장관은 앙카라에서 이후 앙카라 협정으로도 불려진 우호 협력 조약에 서명했으며 방위 문제에 협력하기 위한 협정을 공식화하였다. 1954년 8월, 앙카라 협정을 기반으로 한 군사 동맹 협정이 블레드에서 세 나라 간에 체결되었지만, 유고슬라비아가 북대서양 조약 기구에 가입하는 내용은 포함되지 않았다. 그 대신 유고슬라비아는 독립적인 정책을 유지할 수 있었다. 티토는 소련의 잠재적인 군사 침략에 대비하여 유고슬라비아의 방위를 강화하기 위해 이 조약에 서명하였다. 이로 인해 당시 유고슬라비아가 북대서양 조약 기구에 가입하는 것을 더욱 그럴듯하게 만들었다. 이 조약에 따르면, 그리스와 튀르키예는 북대서양 조약 기구에 가입되어 있기 때문에 소련이 유고슬라비아를 침공할 경우 유고슬라비아를 방어하기 위해 북대서양 조약 기구가 개입할 가능성이 있었다. 그러나 조약에 포함된 세 나라 간의 외교 정책 불일치는 결국 동맹 자체를 무력화시켰고, 유고슬라비아의 북대서양 조약 기구 가입 가능성은 사라졌다.

## 소련과의 화해
1953년 3월 스탈린의 사망으로 유고슬라비아에 대한 소련의 압박은 줄어들었다. 그 결과 몇 달 만에 티토는 밀로반 질라스가 가장 강력하게 주장했던 유고슬라비아 공산주의자동맹 개혁을 더 이상 추진하지 않기로 결정하였다. 1954년 초 그가 유고슬라비아 공산주의자동맹에서 추방된 것은 새로운 소련 지도부에 의해 호의적인 발전으로 여겨졌다. 소련과 유고슬라비아는 상호 관계 정상화의 표시로 1953년 말까지 대사를 교환하고 경제 관계를 재수립하였다.
1954년 7월 1일, 블레드 협정 체결이 임박하자 소련 대사는 니키타 흐루쇼프의 메시지를 티토에게 전달하여 소련과 유고슬라비아 간의 관계 회복을 위한 긴급한 의지를 나타냈다. 흐루쇼프와 니콜라이 불가닌은 유고슬라비아를 방문하여 소련-유고슬라비아 관계의 붕괴에 대해 유감을 표명하고 새로운 토대 위에서 관계를 재건하겠다고 약속하였다. 그들은 유고슬라비아 사회주의를 정치 체제의 정당한 변형으로 인정하는 베오그라드 선언에 서명하였고, 코민포름은 1956년에 해체되었다. 미국은 이 방문을 유고슬라비아와의 방위 협력에 대한 좌절로 여겼지만, 소련이 물러서서 티토의 협력 조건을 수용한 것으로 보인다고 언급하였다. 이러한 관점에서 그들은 유고슬라비아를 계속 미국 정책에 대한 중요한 냉전 자산으로 여겼다. 그럼에도 불구하고 유고슬라비아와 동구권의 협력이 증가함에 따라 미국의 원조는 감소하였다.
새로운 상황을 고려하여 미국 의회는 비용 절감을 위해 유고슬라비아에 대한 원조를 전면 중단하려고 했지만, 드와이트 아이젠하워 미국 대통령은 유고슬라비아가 독립을 유지할 수 없거나 의지가 없어져 소련에 완전히 의존할 수밖에 없을까 두려워 이 제안을 반대하였다. 존 포스터 덜레스 미국 국무장관은 1955년 11월 브리유니섬에서 티토를 만나 유고슬라비아가 동구권과 거리를 두겠다는 사실을 아이젠하워에게 확인시켰다. 유고슬라비아의 독립은 원조를 통해 더욱 지원되었으며, 이로써 소련은 동남유럽에서 전략적 위치를 차지하지 못하게 되었고 동구권의 통합도 방해를 받았다. 이로 인해 아이젠하워는 유고슬라비아를 "냉전에서 우리가 거둔 가장 위대한 승리 중 하나"라고 선언하게 되었다.

## 예술과 대중문화에서

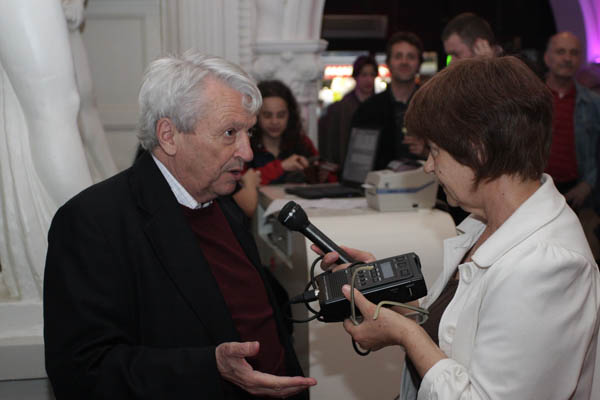
프레드라그 마트베예비치는 유고슬라비아-소련 결렬 이후의 시기를 다룬 작품을 지칭하기 위해 "골리오토크 문학"이라는 용어를 만들어냈다.

티토-스탈린 결렬 직후 유고슬라비아 예술가들은 유고슬라비아 공산당이 선전하는 이념을 미화하는 데 더 적합하다고 생각되는 주제를 다루도록 장려되었다. 이에 따라 당시의 전시 투쟁과 중요 인프라의 현대적 건설과 같은 주제가 예술가들 사이에서 인기를 끌게 되었다. 이러한 장려는 다양한 국가 후원 전시회의 작품 선정에 있어서 우대 조치를 취하는 형태로 나타났다. 이 정책은 1950년대 초반 모더니즘을 지지하며 예술적 자유를 선언하면서 폐기되었다. 소련과의 단절로 인해 기념비적 건축 양식이 폐기되었고 서구에서 발견되는 디자인이 선호되기 시작하였다. 새로운 유고슬라비아 공산당 중앙위원회 건물의 전반적인 디자인은 스탈린주의 건축과 대비되도록 미국의 고층 건물처럼 보이도록 변경되었다. 슬로베니아 의회와 자그레브 의회의사당에도 동일한 접근 방식이 적용되었다. 동구권과의 결렬은 서양 대중문화와 유고슬라비아 만화의 부흥을 열었다. 유고슬라비아 영화에는 소련과 코민포름과의 단절을 다룬 두 가지 초기 작품도 있었다. 두 작품 모두 1951년에 촬영된 풍자 영화이다. 하나는 파딜 하지치가 각본을 쓰고 밀란 카티치가 연출을 맡은 발레 판토마임인 I. B.성의 비밀 (Tajna dvorca I. B.)이고, 다른 하나는 발터와 노버트 노이게바우어의 만화 대규모 회의 (Veliki miting)이다.
티토-스탈린 결렬 이후의 숙청 시대는 1968년 드라고슬라프 미하일로비치가 소설 호박이 꽃피었을 때 (Kad su cvetale tikve)를 쓴 이후 유고슬라비아의 작가, 극작가, 영화 제작자들에 의해 보다 광범위하게 다루어졌다. 이는 1980년대에 더욱 그러하였다. 특히 주목할만한 문학 작품으로는 푸리샤 조르제비치, 페르도 고디나, 브란코 호프만, 안토니예 이사코비치, 두샨 요바노비치, 드라간 칼라이지치, 자르코 코마닌, 크르스토 파피치, 슬로보단 셀레니치, 압둘라 시드란, 알렉산다르 티슈마 및 파블레 우그리노브 등의 작품이 있다. 문학 및 사회 평론가 프레드라그 마트베예비치는 감옥의 이름을 따서 이를 "골리오토크 문학"이라고 이름 지었다. 유고슬라비아에서는 1948년 유고슬라비아-소련 결렬 이후의 숙청 시대를 인포름비로 시대라고 부르게 되었다.
인포름비로 시대는 특히 1980년대에 유고슬라비아의 연극과 영화에서도 재조명되었다. 이 주제에 대한 가장 중요한 연극은 1980년에 초연된 두샨 요바노비치의 카라마조브 가족 (The Karamazovs)이었다. 이 주제에 대한 가장 중요한 유고슬라비아 영화는 1985년 시드란이 각본을 쓰고 에미르 쿠스투리차가 감독을 맡은 아빠는 출장 중 (Otac na službenom putu)와 1년 뒤 고르단 미히치가 각본을 쓰고 스톨레 포포프가 감독을 맡은 49년 새해 복 많이 받으세요 (Srećna nova '49)이다. 이 시기를 다룬 다른 주목할 만한 영화로는 미르코 코바치의 소설을 원작으로 하고 로르단 자프라노비치가 감독을 맡은 저녁 종 (Večernja zvona; 1986), 요반 아친이 각본을 쓰고 감독을 맡은 물속에서 춤추다 (Bal na vodi; 1986), 촬영감독 보지다르 니콜리치과 극작가 두샨 코바체비치가 공동으로 감독을 맡은 발칸 스파이 (Balkanski špijun; 1984) 등이 있다.

## 참고 문헌

### 서적
- Auty, Phyllis (1969). 〈Yugoslavia's International Relations (1945–1965)〉.   Vucinich, Wayne S. 《Contemporary Yugoslavia: Twenty Years of Socialist Experiment》. Berkeley, California: 캘리포니아 대학교 출판부. 154–202쪽. ISBN 9780520331105.
- Banac, Ivo (1988). 《With Stalin against Tito: Cominformist Splits in Yugoslav Communism》. Ithaca, New York: 코넬 대학교 출판부. ISBN 0-8014-2186-1.
- Carafano, James Jay (2002). 《Waltzing Into the Cold War: The Struggle for Occupied Austria》. College Station, Texas: 텍사스 A&M 대학교 출판부. ISBN 9781585442133.
- Eglin, Darrel R. (1982). 〈The Economy〉.   Nyrop, Richard F. 《Yugoslavia, a Country Study》. Area handbook series 2판. Washington, DC: 미국 정부 인쇄국. 113–168쪽. LCCN 82011632.
- Goulding, Daniel J. (2002). 《Liberated Cinema: The Yugoslav Experience, 1945-2001》. Bloomington, Indiana: Indiana University Press. ISBN 9780253215826.
- Jakovina, Tvrtko (2002). 《Socijalizam na američkoj pšenici: (1948–1963)》 [Socialism on American Wheat: (1948–1963)] (크로아티아어). Zagreb, Croatia: 마티차 흐르바츠카. OCLC 237686413.
- Jennings, Christian (2017). 《Flashpoint Trieste: The First Battle of the Cold War》. London, UK: Bloomsbury Publishing. ISBN 978-1-5126-0172-5.
- Judt, Tony (2005). 《Postwar: A History of Europe Since 1945》. New York, New York: Penguin Press. ISBN 1-59420-065-3.
- Kane, Robert B. (2014). 〈Corfu Channel Incident, 1946〉.   Hall, Richard C. 《War in the Balkans》 2판. Santa Barbara, California: ABC-Clio. 76–77쪽. ISBN 978-1-6106-9030-0.
- Klemenčić, Mladen; Schofield, Clive H. (2001). 《War and Peace on the Danube: The Evolution of the Croatia–Serbia Boundary》. Durham, UK: 국제 국경 연구단. ISBN 9781897643419.
- Kuhlman, Martha; Alaniz, José (2020). 《Comics of the New Europe: Reflections and Intersections》. Leuven, Belgium: 뢰번 대학교 출판부. ISBN 9789462702127.
- Laković, Ivan; Tasić, Dmitar (2016). 《The Tito–Stalin Split and Yugoslavia's Military Opening toward the West, 1950–1954: In NATO's Backyard》. Lanham, Maryland: Lexington Books. ISBN 9781498539340.
- McClellan, Woodford (1969). 〈Postwar Political Evolution〉.   Vucinich, Wayne S. 《Contemporary Yugoslavia: Twenty Years of Socialist Experiment》. Berkeley, California: 캘리포니아 대학교 출판부. 119–153쪽. ISBN 9780520331105.
- Mihaljević, Josip (2017). 〈Deal With the Devil: Intellectuals and Their Support of Tito's Rule in Yugoslavia (1945–80)〉.   Apor; Horváth; Mark. 《Secret Agents and the Memory of Everyday Collaboration in Communist Eastern Europe》. London, UK: Anthem Press. 191–206쪽. ISBN 9781783087259.
- Ramet, Sabrina P. (2006). 《The Three Yugoslavias: State-building and Legitimation, 1918–2005》. Bloomington, Indiana: 인디애나 대학교 출판부. ISBN 9780253346568.
- Reynolds, David (2006). 《From World War to Cold War: Churchill, Roosevelt, and the International History of the 1940s》. Oxford, UK: Oxford University Press. ISBN 9780199284115.
- Tomasevich, Jozo (2001). 《War and Revolution in Yugoslavia, 1941–1945: Occupation and Collaboration》. Stanford, California: Stanford University Press. ISBN 978-0-8047-0857-9.
- Ulam, Adam B. (1980). 〈Soviet Ideology and Soviet Foreign Policy〉.   Hoffmann; Fleron. 《The Conduct of Soviet Foreign Policy》 2판. Piscataway, New Jersey: Transaction Publishers. 136–153쪽. ISBN 9780202365046.
- Woodward, Susan L. (1995). 《Socialist Unemployment: The Political Economy of Yugoslavia, 1945–1990》. Princeton, New Jersey: 프린스턴 대학교 출판부. ISBN 0-691-08645-1.
- Ziemke, Earl F. (1968). 《Stalingrad to Berlin: The German Defeat in the East》. Washington, D.C.: 미국 육군 군사 연구소. ISBN 9780880290593. LCCN 67-60001.

### 저널
- Brands, Henry W. Jr (1987). “Redefining the Cold War: American Policy toward Yugoslavia, 1948–60”. 《Diplomatic History》 (Oxford University Press) 11 (1): 41–53. doi:10.1111/j.1467-7709.1987.tb00003.x. ISSN 0145-2096. JSTOR 24911740.
- “Dodging Armageddon: The Third World War That Almost Was, 1950” (PDF). 《Cryptographic Quarterly》 (Fort Meade, Maryland: 미국 국가안보국): 85–95. February 1998.
- Flere, Sergej; Rutar, Tibor (2019). “The Segmentation of the Yugoslav Communist Elite, 1943–1972”. 《Družboslovne razprave》 (Ljubljana, Slovenia: Slovensko sociološko društvo) 35 (92): 81–101. ISSN 0352-3608.
- Korov, Goran (2012). “Zajednička ili zasebna? Paradigme u arhitekturi socijalističke Jugoslavije” [Common or Separate? Paradigms in Architecture of Socialist Yugoslavia]. 《Kvartal: Kronika Povijesti Umjetnosti U Hrvatskoj》 (Zagreb, Croatia: Institute of Art History) 9 (3–4): 48–56. ISSN 1845-4356.
- Lees, Lorraine M. (1978). “The American Decision to Assist Tito, 1948–1949”. 《Diplomatic History》 (Oxford University Press) 2 (4): 407–422. doi:10.1111/j.1467-7709.1978.tb00445.x. ISSN 0145-2096. JSTOR 24910127.
- Perović, Jeronim (2007). “The Tito–Stalin split: a reassessment in light of new evidence”. 《Journal of Cold War Studies》 (MIT Press) 9 (2): 32–63. doi:10.5167/uzh-62735. ISSN 1520-3972.
- Peruško, Ivana (2015). “Čudovišni SSSR i mitska zemlja Jugoslavija” [Monstruous USSR and Mythical Country of Yugoslavia]. 《Philological Studies》 (크로아티아어) (Zagreb, Croatia: 자그레브 대학교) 13 (1): 13–33. ISSN 1857-6060.
- Šeparović, Ana (2017). “ULUH oko Informbiroa: dinamika ideološko-političkog pritiska u likovnom stvaralaštvu” [Croatian Association of Artists in the Years around Cominform: Dynamics of Ideological and Political Pressure in Visual Arts] (PDF). 《Peristil: Zbornik radova za povijest umjetnosti》 (크로아티아어) (Zagreb, Croatia: Croatian Society of Art Historians) 60 (1): 103–116. doi:10.17685/Peristil.60.8. ISSN 1849-6547.